# Кэтылькы
Кэтылькы (устар. Кэтыль-Кы) — река в России, протекает по территории Ямало-Ненецкого автономного округа. Устье реки находится в 28 км по правому берегу реки Часелька. Длина реки составляет 97 км.
- В 52 км от устья по левому берегу реки впадает река Кыпа-Кэтылькикэ.
- В 71 км от устья по правому берегу реки впадает река Вэркы-Кэтылькикэ.

## Данные водного реестра
По данным государственного водного реестра России относится к Нижнеобскому бассейновому округу, водохозяйственный участок реки — Таз, речной подбассейн реки — подбассейн отсутствует. Речной бассейн реки — Таз.
Код объекта в государственном водном реестре — 15050000112115300068247.